# James FitzJames, II duca di Berwick
James Francis Fitz-James Stuart, II duca di Berwick, noto anche come Diego Francisco (Saint-Germain-en-Laye, 21 ottobre 1696 – Napoli, 2 giugno 1738), è stato un nobile, militare e ambasciatore spagnolo.
Ereditò i propri titoli dalla sua discendenza giacobita alla morte del padre in battaglia nel 1734 durante l'assedio di Filisburgo, nel corso della guerra di successione polacca. Fu anche Duca-Consorte di Veragua e de la Vega e Marchese-Consorte di quattro importanti titoli per matrimonio dal 1716. La sua titolatura completa era quella di II Duca di Berwick, II Conte di Tinmouth, II Barone Bosworth, II Duca di Liria e Xerica, Grande di Spagna di I Classe (dal 1716), Cavaliere dell'Ordine del Toson d'oro (dal 29 settembre 1714).

## Biografia

### Infanzia
Sua madre era Lady Honora Burke (1675 - 1698), seconda figlia dell'irlandese William Burke, VII conte di Clanricarde, (d. 1687) (Honora era un nome comune nelle famiglie Burke e Walshingam). Il suo primo matrimonio fu con il II conte di Lucan, figlio del giacobita irlandese Patrick Sarsfield  (c 1650 - 1693). Dopo aver dato con questi alla luce un figlio, il marito morì e Honora si risposò con James FitzJames, I duca di Berwick il 26 marzo 1695 nella Cappella Reale di Saint-Germain-en-Laye, in Francia.
Sfortunatamente ella morì a Pezenas, in Linguadoca, nella Francia del Sud il 16 gennaio 1698 quando suo figlio aveva meno di 18 mesi. Il I duca di Berwick era il figlio illegittimo di re Giacomo II d'Inghilterra e di Arabella Churchill, sorella di John Churchill, I duca di Marlborough, la quale era stata l'amante del monarca per lungo tempo. Il padre del piccolo James successivamente si risposò.

### Matrimonio
Il 31 dicembre 1716, il II duca di Berwick divenne secondo marito della vedova Catalina Ventura Colón de Portugal y Ayala-Toledo, VIII duchessa di Veragua e VIII duchessa de la Vega (14 luglio 1690 - 3 ottobre 1739). Ella era la figlia orfana di Pedro Manuel Colón de Portugal y de la Cueva, (25 dicembre 1651 - 9 settembre 1710), nonché sorella di Pedro Nuño Colón de Portugal y Ayala-Toledo, (17 ottobre 1676 - 4 luglio 1733), VIII duca di Veragua e IX Marchese di Giamaica. Nel 1733 ella ereditò il titolo del fratello dal momento che anche tutti gli eredi del fratello gli erano premorti e pertanto il duca di Berwick divenne anche consorte di tali titoli. A ogni modo questo non mancò di sollevare delle contestazioni nella corte spagnola in quanto altre importanti famiglie si contendevano questi titoli, incluso il Ducato "de la Vega de Santo Domingo", passato ai Colón de Larreategui nel 1787.

### Carriera militare

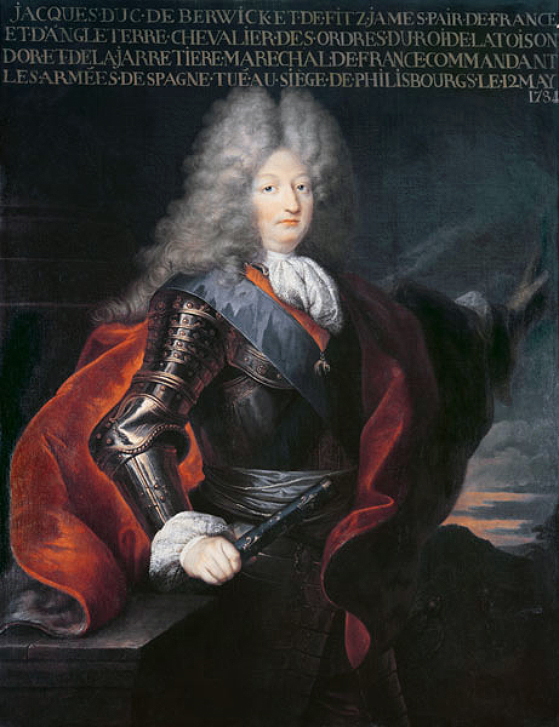
James Fitz-James Stuart, II duca di Berwick, in un ritratto in armatura di Hyacinthe Rigaud

L'anglo-franco-spagnolo James Fitz-James Stuart entrò al servizio di Filippo V di Spagna ed Elisabetta Farnese combattendo battaglie terrestri e navali tra il 1717 e il 1719 al fine di togliere Napoli agli austriaci e la Sicilia ai Savoia per riportare entrambi i regni sotto lo scettro spagnolo. Fu nominato colonnello nel reggimento irlandese spagnolo e poi luogotenente generale, per essere promosso a maresciallo di campo già dal 1724.

### Carriera diplomatica
Fu inoltre ambasciatore spagnolo presso l'Impero russo dal dicembre 1726 al 1730, durante il regno di Pietro II, venendo nominato cavaliere dell'Ordine di Sant'Andrea (28 marzo 1728) e dell'Ordine di Sant'Aleksandr Nevskij. Tra il personale diplomatico a Mosca vi era anche il suo connazionale irlandese Richard Wall (1694–1778), che divenne poi primo ministro di Spagna. Come appartenente alla famiglia Stuart, Berwick venne inoltre insignito dell'Ordine della Giarrettiera (3 aprile 1727).

### Ultimi anni e morte
Dal 1730 al 1733 fu ambasciatore a Vienna e dal 1734 – dopo la conquista borbonica delle Due Sicilie, a cui partecipò in qualità di tenente generale – svolse il medesimo ruolo presso il Regno di Napoli, dove divenne molto influente, fino alla sua morte nel 1738. Malato di tisi, trascorse gli ultimi mesi di vita in isolamento. Il filosofo Giambattista Vico ne compose l'elegia funebre.
Scrisse un libro di memorie sulla campagna del 1734-1735 e gli anni trascorsi a Mosca, intitolato Conquista de Nápoles y Sicilia y Relación de Moscovia, pubblicato nel 1890 dallo storico spagnolo Antonio Paz y Meliá.

## Discendenza
Dal matrimonio tra James e Catalina Ventura Colón de Portugal y Ayala-Toledo nacquero sei figli, di cui quattro sopravvissuti in età adulta:
- James FitzJames, III duca di Berwick (28 dicembre 1718 - 30 settembre 1785), che il 26 luglio 1738 sposerà Maria Teresa de Silva y Álvarez de Toledo, figlia di Manuel José de Silva y Toledo, X conte di Galve e di María Teresa Álvarez de Toledo y Haro, XI duchessa di Alba de Tormes;
- Pedro de Alcántara FitzJames Stuart y Colón de Portugal (1720–1791), sposato con María Benita de Rozas y Drummond;
- Ventura FitzJames Stuart y Colón de Portugal (1724-?), sposato con María Josefa Gagigal y Monserrat, da cui ebbe un figlio;
- María Guadalupe FitzJames Stuart y Colón de Portugal (1725–1750), seconda moglie di  Francesco Maria II Pico, duca della Mirandola.

## Ascendenza
|                                                   |                    |                                        | Genitori                               |  |  | Nonni |  |  | Bisnonni                                           |  |  | Trisnonni                                        |  |
|                                                   |                    |                                        |                                        |  |  |       |  |  | Charles I, re d'Inghilterra, di Scozia e d'Irlanda |  |  | James I, re d'Inghilterra, di Scozia e d'Irlanda |  |
|                                                   |                    |                                        |                                        |  |  |       |  |  | Charles I, re d'Inghilterra, di Scozia e d'Irlanda |  |  | James I, re d'Inghilterra, di Scozia e d'Irlanda |  |
|                                                   |                    | Anna di Danimarca                      |                                        |  |  |       |  |  | Charles I, re d'Inghilterra, di Scozia e d'Irlanda |  |  |                                                  |  |
| James II, re d'Inghilterra, di Scozia e d'Irlanda |                    |                                        |                                        |  |  |       |  |  | Charles I, re d'Inghilterra, di Scozia e d'Irlanda |  |  |                                                  |  |
|                                                   |                    | Henriette-Marie di Francia             | Henri IV, re di Francia e Navarra      |  |  |       |  |  |                                                    |  |  |                                                  |  |
|                                                   |                    | Henriette-Marie di Francia             | Henri IV, re di Francia e Navarra      |  |  |       |  |  |                                                    |  |  |                                                  |  |
|                                                   |                    | Henriette-Marie di Francia             | Maria de' Medici                       |  |  |       |  |  |                                                    |  |  |                                                  |  |
| James FitzJames, I duca di Berwick                |                    | Henriette-Marie di Francia             |                                        |  |  |       |  |  |                                                    |  |  |                                                  |  |
|                                                   |                    | Sir Winston Churchill                  | Sir John Churchill                     |  |  |       |  |  |                                                    |  |  |                                                  |  |
|                                                   |                    | Sir Winston Churchill                  | Sir John Churchill                     |  |  |       |  |  |                                                    |  |  |                                                  |  |
|                                                   |                    | Sir Winston Churchill                  | Sarah Winston                          |  |  |       |  |  |                                                    |  |  |                                                  |  |
| Arabella Churchill                                |                    | Sir Winston Churchill                  |                                        |  |  |       |  |  |                                                    |  |  |                                                  |  |
|                                                   |                    | Elizabeth Drake                        | Sir John Drake                         |  |  |       |  |  |                                                    |  |  |                                                  |  |
|                                                   |                    | Elizabeth Drake                        | Sir John Drake                         |  |  |       |  |  |                                                    |  |  |                                                  |  |
|                                                   |                    | Elizabeth Drake                        | Eleanor Boteler                        |  |  |       |  |  |                                                    |  |  |                                                  |  |
| James FitzJames, II duca di Berwick               |                    | Elizabeth Drake                        |                                        |  |  |       |  |  |                                                    |  |  |                                                  |  |
|                                                   | Sir William Bourke | Ulick Burke, III conte di Clanricarde  |                                        |  |  |       |  |  |                                                    |  |  |                                                  |  |
|                                                   | Sir William Bourke | Ulick Burke, III conte di Clanricarde  |                                        |  |  |       |  |  |                                                    |  |  |                                                  |  |
|                                                   | Sir William Bourke | Honora Burke                           |                                        |  |  |       |  |  |                                                    |  |  |                                                  |  |
| William Burke, VII conte di Clanricarde           | Sir William Bourke |                                        |                                        |  |  |       |  |  |                                                    |  |  |                                                  |  |
|                                                   |                    | Joan O'Shaughnessy                     | Sir Dermot O'Shaughnessy               |  |  |       |  |  |                                                    |  |  |                                                  |  |
|                                                   |                    | Joan O'Shaughnessy                     | Sir Dermot O'Shaughnessy               |  |  |       |  |  |                                                    |  |  |                                                  |  |
|                                                   |                    | Joan O'Shaughnessy                     | Shyly Hubert                           |  |  |       |  |  |                                                    |  |  |                                                  |  |
| Lady Honora Burke                                 |                    | Joan O'Shaughnessy                     |                                        |  |  |       |  |  |                                                    |  |  |                                                  |  |
|                                                   |                    | Donough MacCarty, I conte di Clancarty | Charles MacCarthy, I visconte Muskerry |  |  |       |  |  |                                                    |  |  |                                                  |  |
|                                                   |                    | Donough MacCarty, I conte di Clancarty | Charles MacCarthy, I visconte Muskerry |  |  |       |  |  |                                                    |  |  |                                                  |  |
|                                                   |                    | Donough MacCarty, I conte di Clancarty | Lady Margaret O'Brien                  |  |  |       |  |  |                                                    |  |  |                                                  |  |
| Lady Helen MacCarty                               |                    | Donough MacCarty, I conte di Clancarty |                                        |  |  |       |  |  |                                                    |  |  |                                                  |  |
|                                                   |                    | Eleanor Butler                         | Thomas Butler, visconte Thurles        |  |  |       |  |  |                                                    |  |  |                                                  |  |
|                                                   |                    | Eleanor Butler                         | Thomas Butler, visconte Thurles        |  |  |       |  |  |                                                    |  |  |                                                  |  |
|                                                   |                    | Eleanor Butler                         | Elizabeth Pointz                       |  |  |       |  |  |                                                    |  |  |                                                  |  |
|                                                   |                    | Eleanor Butler                         |                                        |  |  |       |  |  |                                                    |  |  |                                                  |  |